# ستيفين كييل
ستيفين كييل (بالإنجليزية: Stephen Keel)‏ (11 أبريل 1983 بليتلتون في الولايات المتحدة - ) هو لاعب كرة قدم أمريكي في مركز الدفاع. لعب مع كولورادو رابيدز ونادي دالاس ونيويورك ريد بولز وبورتلاند تمبرز وPortland Timbers (2001–2010) ‏ وSeattle Sounders (1994–2008) ‏ وIMG Academy Bradenton ‏.

## وصلات خارجية
- ستيفين كييل على موقع الدوري الأمريكي (الإنجليزية)
- ستيفين كييل على موقع قاعدة بيانات كرة القدم.إي يو (الإنجليزية)
- ستيفين كييل على موقع Soccerway.com (الإنجليزية)
- ستيفين كييل على موقع AS.com (الإسبانية)